# Kelly Jones (tennis)
Pour les articles homonymes, voir Kelly Jones et Jones.
Kelly Jones, né le 31 mars 1964 à Fort Gordon en Géorgie, est un ancien joueur de tennis professionnel américain.

## Carrière
Professionnel à partir de 1986, Kelly Jones s'est surtout illustré en double, comme l'attestent ses 8 titres (pour 18 finales jouées) et un rang de no 1 mondial décroché en 1992. Cette année-là, il se distingue en tant que finaliste de l'Open d'Australie et de l'US Open, tournois dont il avait déjà atteint les demi-finales en 1991 et 1990.
S'il n'est resté qu'une semaine au sommet de la hiérarchie ATP (du 12 au 18 octobre 1992), il aura passé un total de 32 semaines dans le Top10.
Moins performant en simple, Kelly Jones a tout de même remporté les deux premières éditions de l'Open de Singapour. La première fois, après une succession de contre-performances, il n'était classé que 397e mondial, soit le deuxième plus mauvais classement d'un vainqueur de tournoi ATP (après Lleyton Hewitt, 550e en 1998).
Il a quitté le circuit ATP après le tournoi de Moscou de novembre 1997 et joué, jusqu'en 2006, dans des tournois de catégorie Challengers ou Futures. À la faveur de deux wild cards, il a pu prendre part aux éditions 2004 et 2008 du Tournoi de Delray Beach.

## Autres résultats notables en Masters Series (double)
- Masters d'Indian Wells : demi-finales (1991 et 1997), quart de finale (1990) +

- Masters du Canada : demi-finale (1992)
- Masters de Stockholm : quarts de finale (1990, 1991 et 1992)

## Parcours dans les tournois duGrand Chelem

### En simple
| Année | Open d'Australie | Open d'Australie | Internationaux de France | Internationaux de France | Wimbledon       | Wimbledon    | US Open         | US Open     |
| ----- | ---------------- | ---------------- | ------------------------ | ------------------------ | --------------- | ------------ | --------------- | ----------- |
| 1987  | 2e tour (1/32)   | W. Masur         | —                        | —                        | 1er tour (1/64) | M. Woodforde | 1er tour (1/64) | J. Carlsson |
| 1988  | 1er tour (1/64)  | C. van Rensburg  | —                        | —                        | —               | —            | 1er tour (1/64) | Y. Noah     |
| 1989  | —                | —                | —                        | —                        | 1er tour (1/64) | M. Šrejber   | —               | —           |
| 1990  | 2e tour (1/32)   | O. Delaitre      | 1er tour (1/64)          | M. Střelba               | 2e tour (1/32)  | M. Rosset    | 1er tour (1/64) | D. Cahill   |
| 1991  | 1er tour (1/64)  | T. Witsken       | —                        | —                        | —               | —            | —               | —           |
| 1992  | —                | —                | —                        | —                        | —               | —            | —               | —           |
| 1993  | 1/8 de finale    | G. Forget        | —                        | —                        | —               | —            | —               | —           |

N.B. : à droite du résultat se trouve le nom de l'ultime adversaire.

### En double
| Année | Open d'Australie           | Open d'Australie           | Internationaux de France    | Internationaux de France | Wimbledon                    | Wimbledon                   | US Open                      | US Open                    | Open d'Australie | Open d'Australie |
| ----- | -------------------------- | -------------------------- | --------------------------- | ------------------------ | ---------------------------- | --------------------------- | ---------------------------- | -------------------------- | ---------------- | ---------------- |
| 1984  | n.o.                       | n.o.                       | —                           | —                        | —                            | —                           | 2e tour (1/16) J. Jones      | G. Donnelly B. Walts       | —                | —                |
| 1985  | n.o.                       | n.o.                       | —                           | —                        | —                            | —                           | 1er tour (1/32) C. Di Laura  | Bo. Becker S. Živojinović  | —                | —                |
| 1986  | n.o.                       | n.o.                       | —                           | —                        | 1er tour (1/32) A. Chesnokov | J. Lozano T. Witsken        | 1/8 de finale P. McEnroe     | M. Robertson T. Warneke    | n.o.             | n.o.             |
| 1987  | 2e tour (1/16) T. Wilkison | E. Edwards D. Visser       | —                           | —                        | 1er tour (1/32) J. Pugh      | P. Annacone C. van Rensburg | 1er tour (1/32) J. Grabb     | J. Pugh B. Willenborg      | n.o.             | n.o.             |
| 1988  | 2e tour (1/16) T. Nelson   | J. Fitzgerald A. Järryd    | —                           | —                        | 1er tour (1/32) R. Smith     | M. Bahrami M. Mortensen     | 1er tour (1/32) M. Mortensen | A. Gómez A. Järryd         | n.o.             | n.o.             |
| 1989  | 1/8 de finale J. Rive      | R. Leach J. Pugh           | —                           | —                        | 1er tour (1/32) T. Pawsat    | N. Broad S. Kruger          | 1er tour (1/32) S. Kruger    | T. Carbonell D. Pérez      | n.o.             | n.o.             |
| 1990  | 2e tour (1/16) J. Rive     | G. Layendecker R. Reneberg | 2e tour (1/16) S. Cannon    | R. Leach J. Pugh         | 1er tour (1/32) R. Van't Hof | P. Aldrich D. Visser        | 1/2 finale P. Galbraith      | P. Annacone D. Wheaton     | n.o.             | n.o.             |
| 1991  | 1/2 finale J. Bates        | S. Davis D. Pate           | —                           | —                        | 2e tour (1/16) J. Lozano     | P. Albano S. Cannon         | 2e tour (1/16) P. Annacone   | J. Fitzgerald A. Järryd    | n.o.             | n.o.             |
| 1992  | Finale R. Leach            | T. Woodbridge M. Woodforde | 1er tour (1/32) R. Leach    | P. Aldrich D. Visser     | 1/8 de finale R. Leach       | G. Forget J. Hlasek         | Finale R. Leach              | J. Grabb R. Reneberg       | n.o.             | n.o.             |
| 1993  | 2e tour (1/16) R. Leach    | J.-L. de Jager M. Ondruska | —                           | —                        | 1er tour (1/32) P. Annacone  | P. Kühnen G. Muller         | 1/8 de finale J. Lozano      | K. Flach R. Leach          | n.o.             | n.o.             |
| 1994  | 2e tour (1/16) M. Keil     | J. Eltingh P. Haarhuis     | 1er tour (1/32) J. Waite    | D. Nargiso P. Nyborg     | —                            | —                           | 1/8 de finale M. Lucena      | M. Knowles W. Ferreira     | n.o.             | n.o.             |
| 1995  | 2e tour (1/16) D. Pate     | T. Kronemann D. Macpherson | 2e tour (1/16) D. Pate      | J. Grabb P. McEnroe      | 2e tour (1/16) D. Pate       | M. Knowles D. Nestor        | 1/4 de finale K. Flach       | A. O'Brien S. Stolle       | n.o.             | n.o.             |
| 1996  | 1er tour (1/32) K. Flach   | S. Lareau A. O'Brien       | 2e tour (1/16) C. Woodruff  | I. Kafelnikov D. Vacek   | 1er tour (1/32) P. Kühnen    | G. Forget J. Hlasek         | 2e tour (1/16) C. Woodruff   | G. Forget J. Hlasek        | n.o.             | n.o.             |
| 1997  | 2e tour (1/16) S. Melville | J. Björkman N. Kulti       | 1er tour (1/32) S. Melville | C. Brandi F. Messori     | 1er tour (1/32) S. Melville  | B. Black J. Gimelstob       | 1er tour (1/32) S. Davis     | D. Pescariu D. Sanguinetti | n.o.             | n.o.             |

N.B. : le nom du ou de la partenaire se trouve sous le résultat ; le nom des ultimes adversaires se trouve à droite.

### En double mixte
| Année | Open d'Australie           | Open d'Australie         | Internationaux de France | Internationaux de France     | Wimbledon            | Wimbledon                | US Open | US Open |
| ----- | -------------------------- | ------------------------ | ------------------------ | ---------------------------- | -------------------- | ------------------------ | ------- | ------- |
| 1988  |                            |                          | —                        | —                            | Finale Gretchen Rush | Zina Garrison S. Stewart |         |         |
| 1990  | —                          | —                        | 1/2 finale N. Medvedeva  | Arantxa Sánchez Jorge Lozano |                      |                          |         |         |
| 1993  | 1/2 finale Natasha Zvereva | Zina Garrison Rick Leach | —                        | —                            |                      |                          |         |         |

N.B. : le nom de la partenaire se trouve sous le résultat ; le nom des ultimes adversaires se trouve à droite.

## Participation aux Masters

### En double
| Année | Ville        | Surface  | Partenaire | Résultats | Résultat final    |
| ----- | ------------ | -------- | ---------- | --------- | ----------------- |
| 1992  | Johannesburg | Dur ext. | Rick Leach | 1v, 2d    | Éliminé en poules |

## Classement ATP en fin de saison

### En simple
| Année | 1984 | 1985 | 1986 | 1987 | 1988 | 1989 | 1990 | 1991 | 1992 | 1993 | 1994 | 1995 |
| Rang  | 745  | 489  | 168  | 156  | 366  | 110  | 131  | 233  | 445  | 165  | 878  | 868  |

### En double
| Année | 1984 | 1985 | 1986 | 1987 | 1988 | 1989 | 1990 | 1991 | 1992 | 1993 | 1994 | 1995 | 1996 | 1997 | 1998 | 1999 | 2000 | 2001 | 2002 | 2003 | 2004 | 2005 | 2006 |
| Rang  | 252  | 304  | 94   | 64   | 65   | 135  | 22   | 37   | 5    | 126  | 155  | 92   | 90   | 73   | -    | -    | 1474 | -    | -    | -    | 700  | 991  | 623  |

Source : (en) Classements de Kelly Jones (tennis) sur le site officiel de la Fédération internationale de tennis

## Période au rang de numéro un mondial en double
| Précédé par | Dates                   | Suivi par | Nombre de semaines | Cumul |
| Jim Grabb   | 12/10/1992 - 18/10/1992 | Jim Grabb | 1                  | 1     |